# Wilhelm Remer (wojskowy)

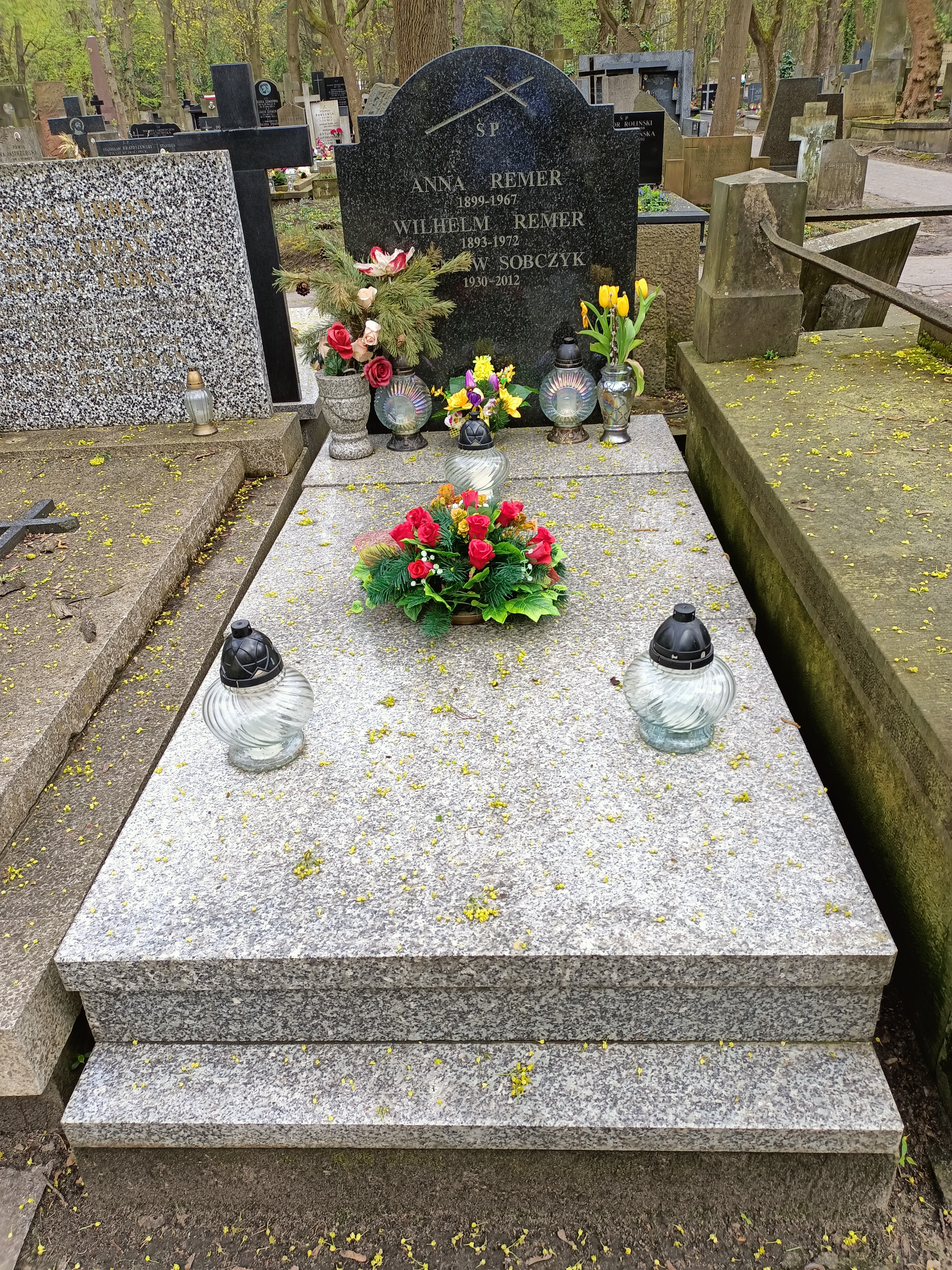
Grób Wilhelma Remera na Cmentarzu Powązkowskim w Warszawie

Wilhelm Remer (ur. 18 lutego 1893 we Lwowie, zm. 1972 w Warszawie) – podpułkownik korpusu kontrolerów Wojska Polskiego.

## Życiorys
Urodził się 18 lutego 1893 we Lwowie, w rodzinie Feliksa.
W czasie I wojny światowej walczył w szeregach cesarskiej i królewskiej Armii. Jego oddziałem macierzystym był Pułk Piechoty Nr 13. Na stopień porucznika został mianowany ze starszeństwem z 1 listopada 1917 w korpusie oficerów piechoty.
1 czerwca 1921 pełnił służbę w Oddziale Naczelnej Kontroli Wojskowej, a jego oddziałem macierzystym był 13 Pułk Piechoty. 3 maja 1922 został zweryfikowany w stopniu kapitana ze starszeństwem z 1 czerwca 1919 i 173. lokatą w korpusie oficerów piechoty. 20 lutego 1923 Prezydent RP mianował go majorem ze starszeństwem z 1 stycznia 1923 i 4. lokatą w Korpusie Kontrolerów z równoczesnym przeniesieniem z 13 pp do Korpusu Kontrolerów. Służbę w Korpusie Kontrolerów pełnił nieprzerwanie do 1939. W 1936 był czynnym oficerem Związku Strzeleckiego w stopniu okręgowego. Na stopień podpułkownika został mianowany ze starszeństwem z 19 marca 1939 i 1. lokatą w korpusie oficerów kontrolerów.
1 stycznia 1943 pełnił służbę w Dowództwie Etapów Armii Polskiej na Wschodzie na stanowisku szefa służby zaopatrywania. Po zakończeniu II wojny światowej wrócił do kraju i został zarejestrowany w jednej z rejonowych komend uzupełnień. Zmarł w 1972 w Warszawie i został pochowany na cmentarzu Powązkowskim.

## Ordery i odznaczenia
- Krzyż Walecznych[16][17]
- Złoty Krzyż Zasługi z Mieczami – 1945[18]
- Złoty Krzyż Zasługi – 19 marca 1931 „za zasługi na polu administracji wojska”[19][20]
- Medal Pamiątkowy za Wojnę 1918–1921[18]
- Medal Dziesięciolecia Odzyskanej Niepodległości[18]
- Srebrny Medal za Długoletnią Służbę[18]
- Brązowy Medal za Długoletnią Służbę[18]

W czasie służby w c. i k. Armii otrzymał:
- Krzyż Zasługi Wojskowej 3 klasy z dekoracją wojenną i mieczami,
- Srebrny Medal Zasługi Wojskowej z mieczami na wstążce Krzyża Zasługi Wojskowej,
- Brązowy Medal Zasługi Wojskowej z mieczami na wstążce Krzyża Zasługi Wojskowej,
- Srebrny Medal Waleczności 1 klasy,
- Srebrny Medal Waleczności 2 klasy,
- Krzyż Wojskowy Karola[3].